# Dawid Aronowitsch Jakerson

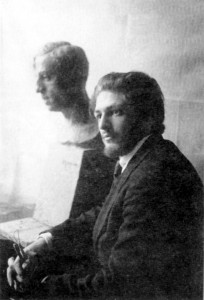
Dawid Aronowitsch Jakerson

Dawid Aronowitsch Jakerson (russisch Давид Аронович Якерсон; * 15. Märzjul. / 27. März 1896greg. in Witebsk; † 1947 in Moskau) war ein russisch-sowjetischer Bildhauer und Grafiker.

## Leben
Jakerson stammte aus einer jüdischen Familie. Er besuchte in Witebsk Jehuda Pens Kunstschule wie auch seine künftige Frau Jelena Kabischtscher (1903–1990). Auch besuchte er die Handelsschule. Darauf studierte er im Ersten Weltkrieg an dem nach Moskau evakuierten Rigaer Polytechnischen Institut in der Bau-Fakultät.

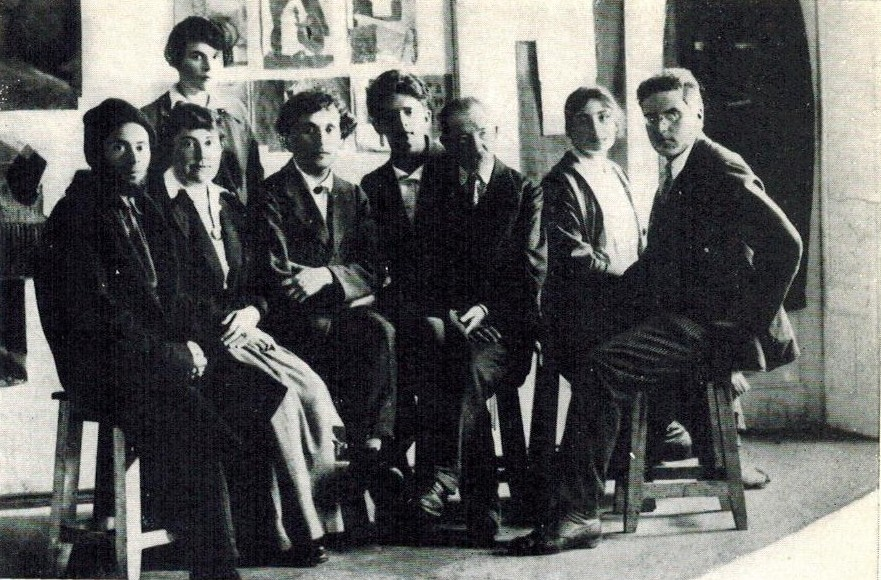
Lehrer der Witebsker Volkskunstschule am 26. Juli 1919 (von links: El Lissitzky, Wera Jermolajewa, Marc Chagall, Dawid Jakerson, Jehuda Pen, Nina Kogan, Alexander Georgijewitsch Romm, dahinter stehend die Schulgeschäftsführerin)

Nach der Oktoberrevolution studierte Jakerson an den Moskauer Höheren Künstlerisch-Technischen Werkstätten (bis 1922). 1918 trat er in die Moskauer Union der Bildhauer ein. Im selben Jahr beteiligte er sich unter Marc Chagalls Leitung an der Gestaltung des ersten Jahrestags der Oktoberrevolution in Witebsk. Auf Einladung Chagalls übernahm er im Juli 1919 die Leitung des Bildhauer-Ateliers der Witebsker Volkskunstschule. Er trat in die 1920 von Kasimir Malewitsch gegründete Künstlervereinigung UNOWIS der Bestätiger der Neuen Kunst ein. In diesem Jahr entstanden die meisten Suprematismus-Arbeiten Jakersons. Auch schuf er 1920 ein Karl-Marx-Denkmal in Witebsk sowie 1921 ein Swerdlow-Denkmal in Stawropol.
Chagall schickte Jakerson mit einem Empfehlungsschreiben nach Moskau. Um sich seinen Lebensunterhalt zu sichern, wandte sich Jakerson wie viele sowjetische Künstler der figurellen Bildhauerei zu. Er wurde einer der ersten Mitarbeiter des Programms der Monumental-Propaganda Lenins. Von 1926 bis 1931 arbeitete Jakerson in der Moskauer Gesellschaft der Russischen Bildhauer mit, in deren Ausstellungen er seine Werke ausstellte.
1935 schuf Jakerson das Lenin-Denkmal vor dem Bahnhof in Taganrog. Auf einem Beton-Sockel in Form eines Teils eines Panzers stand in der Mitte Lenin, umgeben von einem Soldaten, einem Arbeiter und einer Arbeiterin, die die Revolutionärin M. Piterina darstellte. Vor dem Sockel standen die Skulpturen eines Piloten und eines Panzerfahrers. Im Deutsch-Sowjetischen Krieg wurde das Lenin-Denkmal nach der Besetzung Taganrogs am 17. Oktober 1941 durch die Wehrmacht zerstört. 1970 wurde in Taganrog ein neues Lenin-Denkmal von Nikolai Tomski aufgestellt.
Ende der 1930er Jahre beteiligte sich Jakerson an der skulpturellen Ausgestaltung der Moskauer Allrussischen Landwirtschaftsausstellung.
Werke Jakersons befinden sich in der Moskauer Tretjakow-Galerie und im Witebsker Kunstmuseum.
2000 gab es im Moskauer Puschkin-Museum eine Ausstellung mit Skulpturen und Papierarbeiten Jakersons.

## Werke (Auswahl)

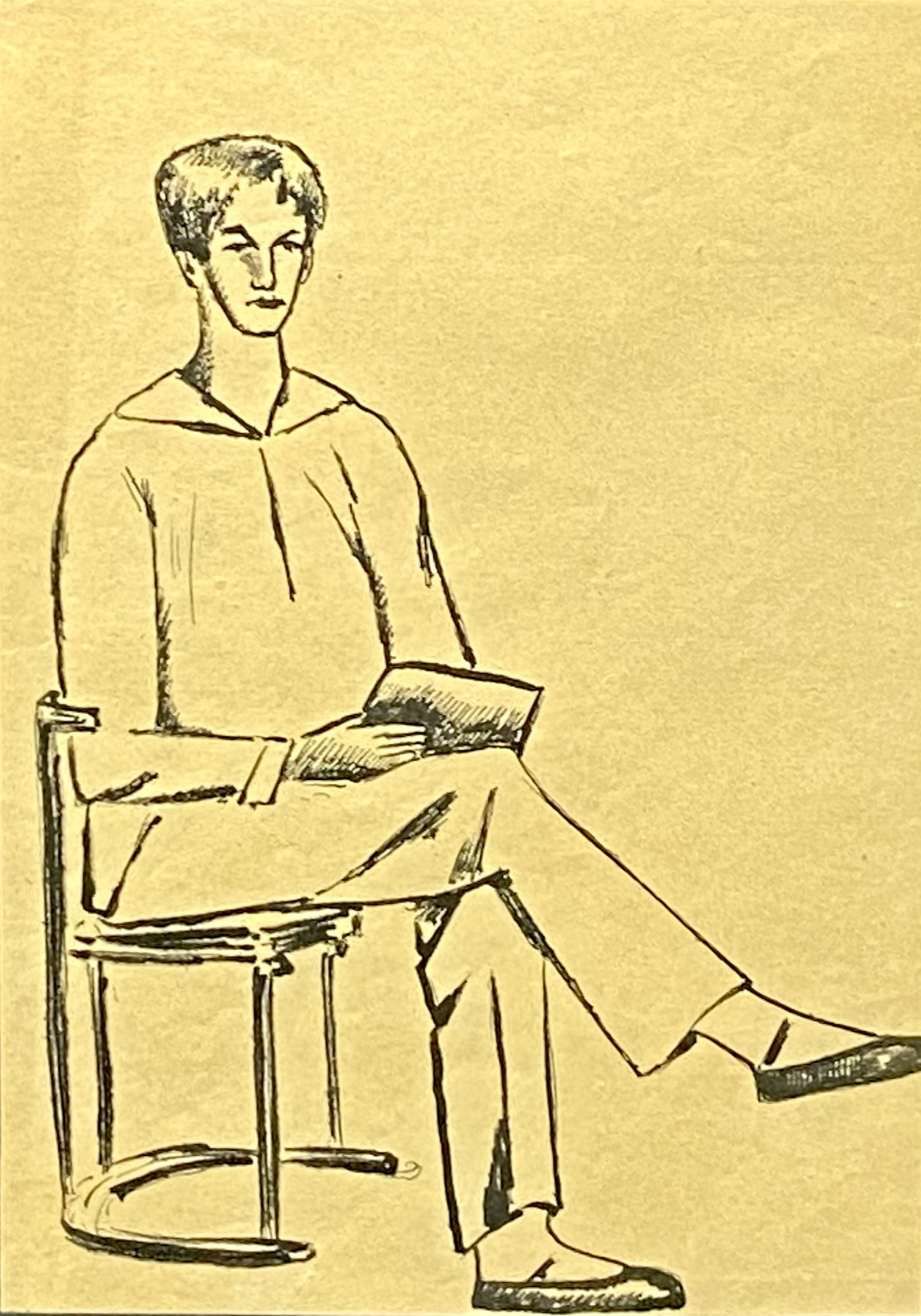
Selbstporträt
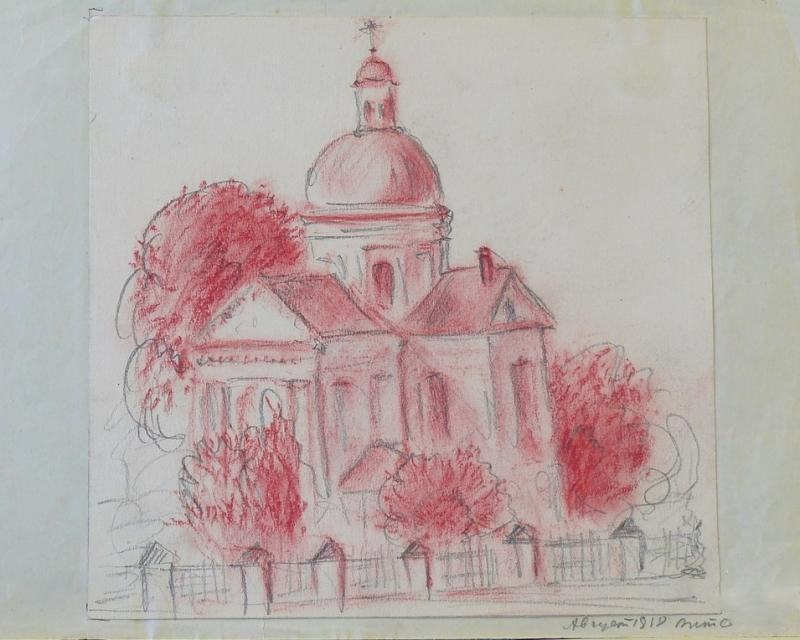
Erlöserkirche Witebsk (1918)
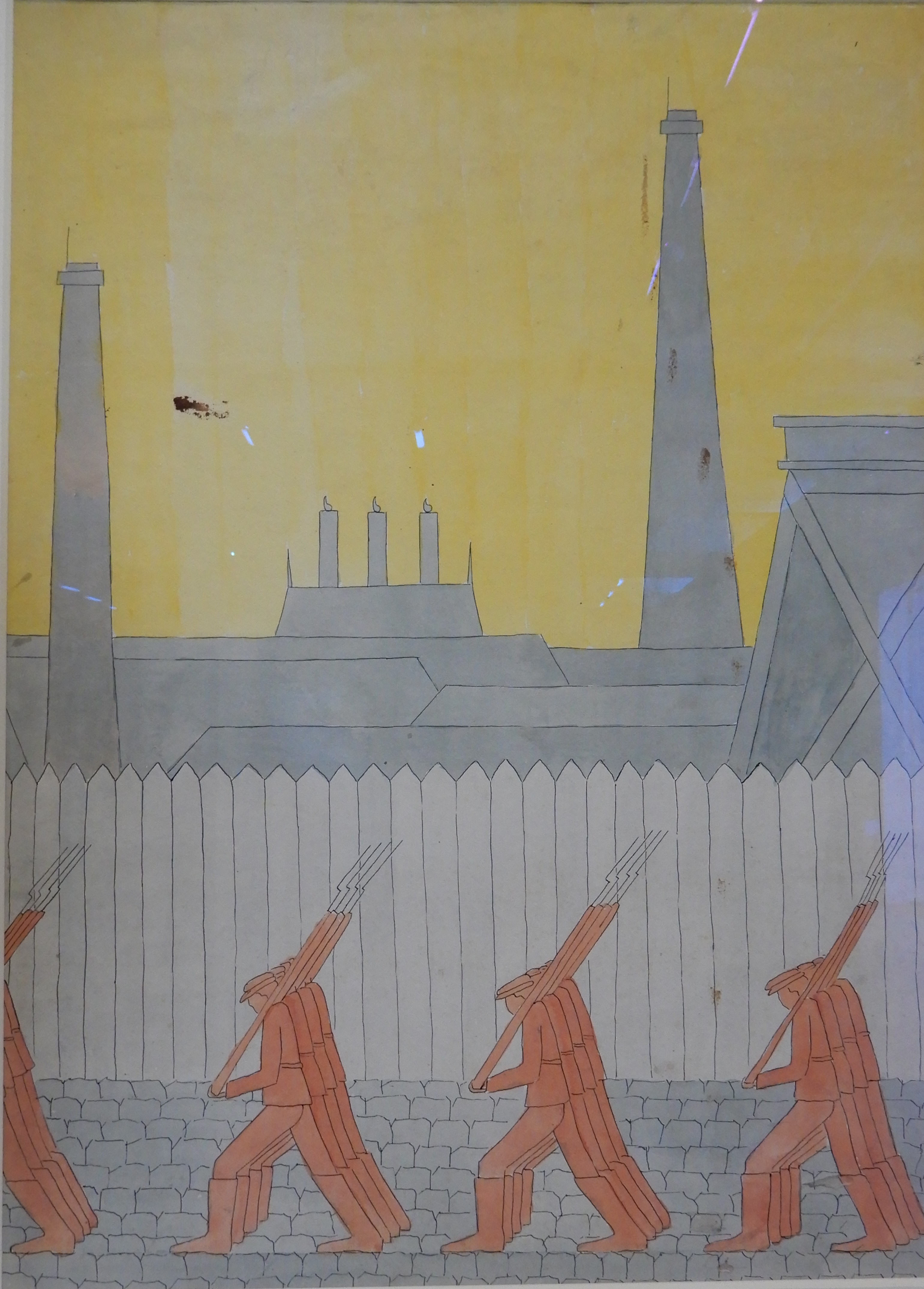
Rotgardisten vor einer Fabrik (1918)
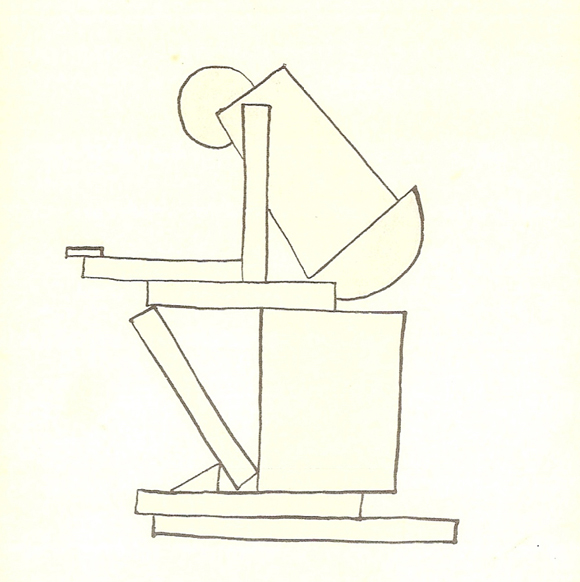
Suprematische Figur (1920)
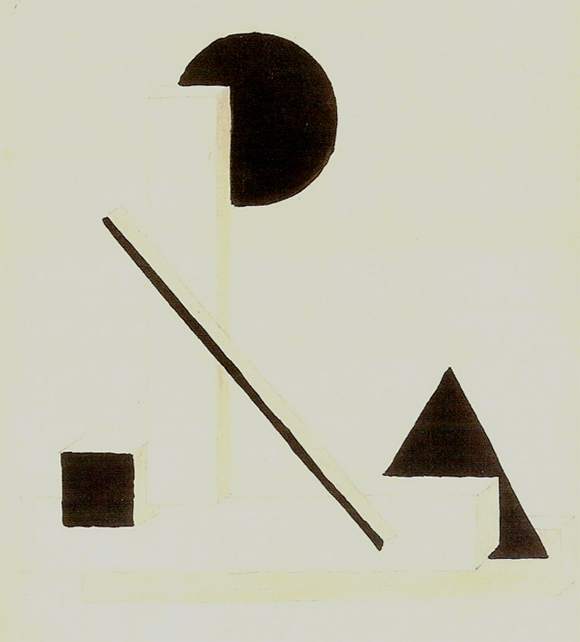
Suprematische Komposition (1920)
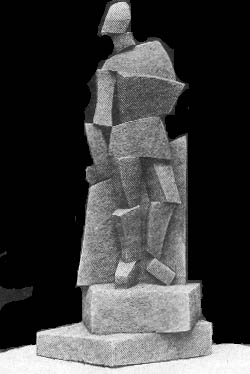
Sportlerin (1920, nicht erhalten)
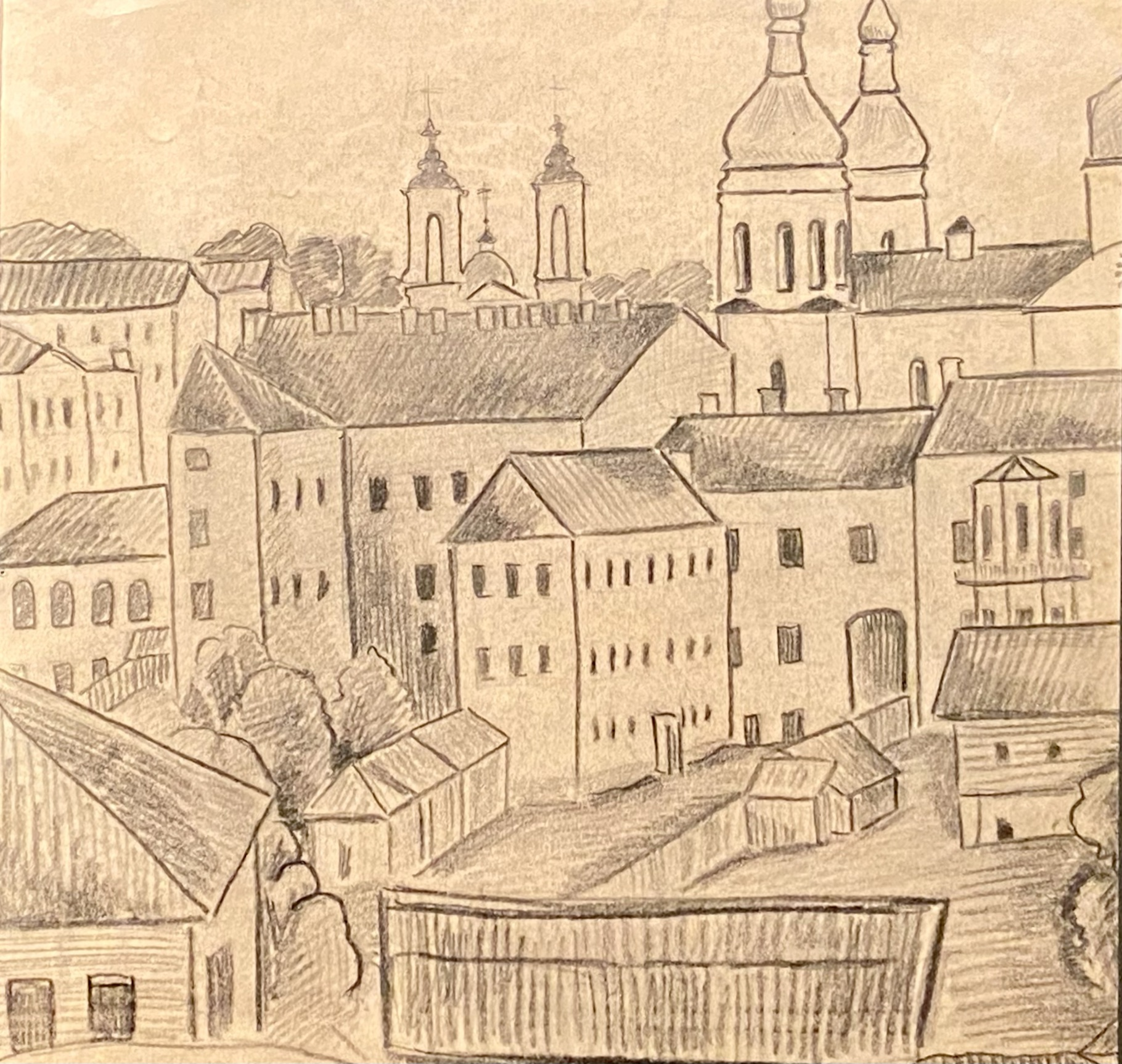
Josephkirche, Jesuitenkolleg, Witebsk (1920er Jahre)
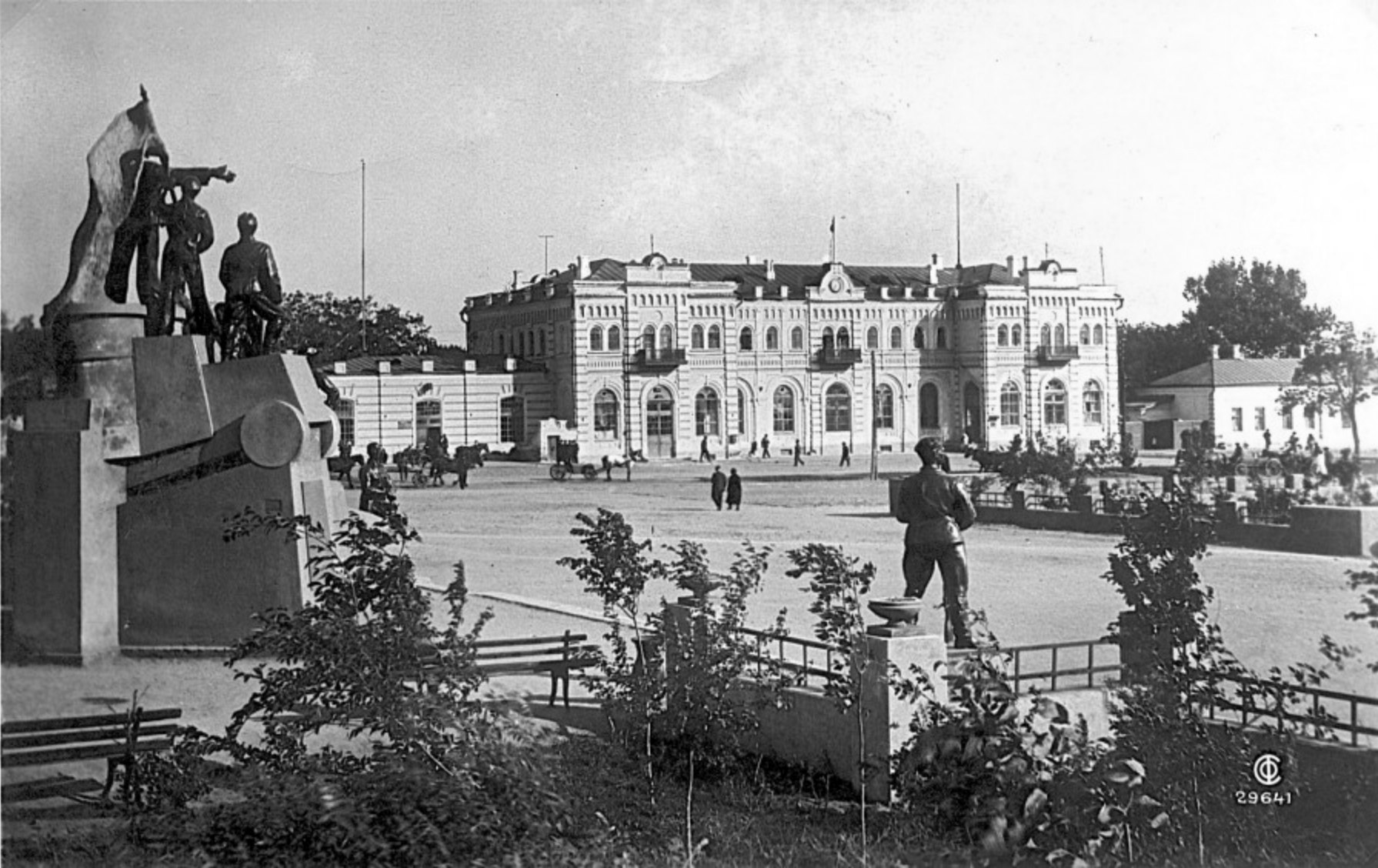
Lenin-Denkmal (1935), Taganrog